# 高柳村 (兵庫県)
高柳村（たかやなぎむら）は、兵庫県養父郡にあった村。現在の養父市八鹿町の南西部、円山川の支流・八木川の流域にあたる。

## 地理
- 山岳：大徳山
- 河川：八木川、八木谷川

## 歴史
- 1889年（明治22年）4月1日 - 町村制の施行により、米里村・朝倉村・小山村・国木村・八木村・今滝寺村・高柳村の区域をもって発足。
- 1955年（昭和30年）2月1日 - 八鹿町・伊佐村・宿南村と合併し、改めて八鹿町が発足。同日高柳村廃止。

## 交通

### 道路
- 国道9号